# Лорен Шулер Доннер
Лорен Даян Шулер Доннер (англ. Lauren Diane Shuler Donner; нар. 23 червня 1949) — американська продюсерка, яка спеціалізується на молодіжних та сімейних розважальних фільмах та шоу. Їй належить компанія «Доннерс», яку вона заснувала разом зі своїм чоловіком режисером Річардом Доннером. Спродюсовані нею фільми заробили більше 5,5 мільярдів доларів у всьому світі, в основному завдяки серії фільмів про Людей Ікс.

## Фільмографія
Продюсер
- Слава Богу, сьогодні п'ятниця (1978) (асоційований продюсер)
- Ніч аматорів у гриль-бар Діксі (1979) (телефільм)
- Містер мама (1983)
- Леді-яструб (1985)
- Вогні святого Ельма (1985)
- Красуня у рожевому (1986)
- Три втікачі (1989)
- Радіо Флаєр (1992)
- Дейв (1993)
- Звільніть Віллі (1993)
- Послуга (1994)
- Звільніть Віллі 2 (1995)
- Вам лист (1998)
- Щонеділі (1999)
- Люди Ікс (2000)
- Люди Ікс 2 (2003)
- У пастці часу (2003)
- Костянтин: Володар темряви (2005)
- Вона — чоловік (2006)
- Люди Ікс: Остання битва (2006)
- Неповнолітні без супроводу (2006)
- Таємне життя бджіл (2008)
- Готель для собак (2009)
- Люди Ікс: Росомаха (2009)
- Цирк виродків: Помічник вампіра (2009)
- Люди Ікс: Перший клас (2011)
- Росомаха (2013)
- Люди Ікс: Дні минулого майбутнього (2014)
- Дедпул (2016)
- Люди Ікс: Апокаліпсис (2016)
- Лоґан: Росомаха (2017)
- Дедпул 2 (2018)
- Люди Ікс: Темний Фенікс (2019)
- Нові мутанти (2020)
- Дедпул і Росомаха (2024)
- Смертельна зброя 5 (TBA)

Виконавчий продюсер
- Звільніть Віллі (1994) (серіал)
- Вбивці (1995)
- Вулкан (1997)
- Звільніть Віллі 3 (1997)
- Булворт (1998)
- Поза холодом (2001)
- Щойно одружений (2003)
- Напівпрофесіонал (2008)
- Легіон (2017—2019) (серіал)
- Обдаровані (2017—2019) (серіал)

### Акторські ролі
| Рік  | Фільм              | Роль                        | Примітки                       |
| ---- | ------------------ | --------------------------- | ------------------------------ |
| 1990 | Казки із склепу    | Дружина в барі              | Епізод «Манекен Вентрилокіста» |
| 1992 | Смертельна зброя 3 | Медсестра                   |                                |
| 1994 | Меверік            | Місіс. Ді (покоївка в бані) |                                |